# بوکووینا-اوشدله
بوکووینا-اوشدله (به لهستانی:  Bukowina-Osiedle) یک روستا در لهستان است که در گمینا رابا وژنا واقع شده‌است. بوکووینا-اوشدله ۲۱۰ نفر جمعیت دارد.